# هرمان فون شروتر
هرمان فون شروتر (بالألمانية: Hermann von Schrötter)‏ (و. 1870 – 1928 م) هو عالم نبات، وأستاذ جامعي، وعالم وظائف الأعضاء، وطبيب نمساوي، ولد في فيينا، توفي في فيينا، عن عمر يناهز 58 عاماً.